# Bank Spółdzielczy w Czarnym Dunajcu
Bank Spółdzielczy w Czarnym Dunajcu – bank spółdzielczy z siedzibą w Czarnym Dunajcu, powiecie nowotarskim, województwie małopolskim, w Polsce. Bank zrzeszony jest w Grupie Banku Polskiej Spółdzielczości S.A.

## Historia
8 stycznia 1905 powstało Towarzystwo Zaliczkowe Spółdzielnia z ograniczoną poręką w Czarnym Dunajcu. Na dzień założenia towarzystwo liczyło 154 członków. Założycielami i pierwszymi dyrektorami (dwuosobowej dyrekcji) zostali inżynier kolejnictwa Augustyn Gajewski (który piastował tę funkcję aż do śmierci w 1938) oraz lekarz okręgowy dr Franciszek Grodecki. W 1925 zmieniono nazwę na Bank Spółdzielczy w Czarnym Dunajcu Spółdzielnia z ograniczoną odpowiedzialnością.
Nastanie komunizmu to okres ograniczenia suwerenności banków spółdzielczych. W 1949 do banku przyłączono kasy Stefczyka z okolicznych miejscowości. W 1950 reforma bankowa wymusiła zmianę nazwy na Gminna Kasa Spółdzielcza w Czarnym Dunajcu. W 1956 po raz kolejny zmieniono nazwę na Kasa Spółdzielcza w Czarnym Dunajcu, a w 1967 na Bank Spółdzielczy w Czarnym Dunajcu.

## Władze
W skład zarządu banku wchodzą:
- prezes zarządu
- 3 wiceprezesów zarządu[1].

Czynności nadzoru banku sprawuje rada nadzorcza.

## Placówki
- centrala w Czarnym Dunajcu, Rynek 19
- filia w Cichem.